# Гуты (Зиминский район)
Гуты (также Гута) — исчезнувший населённый пункт на территории Филипповского сельского поселения Зиминского района.

## География
Располагался в 27 км от районного центра.

## Происхождение названия
Вероятнее всего, населённый пункт был основан переселенцами из деревни Гута. Данный топоним довольно распространён на западе России, на Украине и в Белоруссии. Однако, можно предположить, что топоним и гидроним Гута (рядом располагается река Гута) является видоизменённым местным и происходит от бурятского ута — «длинный», «протяжённый».

## История
Населённый пункт был основан в 1918 году. Согласно переписи населения СССР 1926 года хутор, где насчитывалось насчитывалось 77 хозяйств, 97 жителей (49 мужчин и 48 женщин), большинство русские. На 1929 год входил в состав Больше-Воронежского сельсовета с центром в посёлке Большеворонежский, располагаясь примерно в 2 км к западу от него, на реке Гута
Населённый пункт прекратил своё существование в связи с укрупнением колхозно-совхозных хозяйств и признанием малых населённых пунктов неперспективными. На 1966 год хутора Гуты уже не существовало.
Сейчас на его месте имеются два обособленных урочища: Нижние Гуты (вдоль р. Гута) и Верхние Гуты (южнее, поближе к Нововоронежскому и меньше размером).